# Bakardan
Bakardan (makedonsky Бакардан, 2700 m n. m.) je hora v pohoří Šar planina v severozápadní části Severní Makedonie. Nachází se ve skupině Titova vrhu na hranicích mezi opštinami Tetovo a Bogovinje. Leží v mohutné rozsoše vybíhající severovýchodním směrem z hory Džinibeg (2610 m), kde na západě sousedí s vrcholem Titov vrh (2747 m) a na severovýchodě s vrcholem Karabunar (2565 m). Jedná se o jeden z nejvyšších vrcholů pohoří.

## Přístup
- po cestě z osady Popova Šapka